# Cablecentro
Cablecentro fue una empresa de televisión por cable de Colombia. Presta este servicio en ciudades de los departamentos de Amazonas, Boyacá, Caquetá, Casanare, Cundinamarca, Huila, Meta, Norte de Santander, Putumayo, Santander, Vichada y Tolima. Prestó los servicios de televisión por cable. Operó una división de medios, la cual opera los canales El Kanal (comunitario, música vallenata), K Music (música juvenil), Radiola TV (música popular) y Dia TV (variedades), todos de cobertura nacional.

## Telmex compra Cablecentro
A finales de 2006, la mexicana Telmex compra a TV Cable, Superview, Cablepacífico, y Teledinámica en Barranquilla para formar una gran empresa de servicio "triple play" (Televisión+Telefonía+Internet) , más tarde en 2007, Telmex compra otra empresa llamada Cablecentro. Podemos decir que Telmex ya es dueño de las empresas de TV por cable más populares de Colombia pero en junio de 2012 Telmex desapareció de Colombia adoptando la marca Claro, propiedad de América Móvil. Se unió con Comcel.
La empresa fue comprada por Claro (anteriormente Telmex) y fusionada haciéndose esta del manejo total de Cablecentro. Actualmente Claro ofrece los servicios de Internet banda ancha, televisión por cable, televisión satelital y telefonía.